# Гришкино Малое
Гришкино Малое — деревня в Калининском районе Тверской области. Входит в состав Бурашевского сельского поселения.

## География
Деревня находится в юго-восточной части Тверской области на расстоянии приблизительно 16 км на юг по прямой от города Тверь.

## История
Деревня была отмечена на карте 1825 года как Гришкина. В 1859 году здесь (деревня Тверского уезда Тверской губернии) было учтено 9 дворов. К 1941 году отмечалось 15 дворов.

## Население
Численность населения: 68 человек (1859 год), 5 (русские 100 %) в 2002 году, 1 в 2010.